# Teoria da homotopia
Em matemática, a teoria da homotopia é um estudo sistemático de situações em que os mapas vêm com homotopias entre eles. Sabe-se que, se existir uma função contínua entre os espaços topológicos, significa que são homotópicos.
A teoria se originou como um tópico de aspectos abstratos da topologia algébrica, mas hoje em dia é estudada como uma disciplina independente. Além da topologia algébrica, a teoria também tem sido usada em outras áreas da matemática, como na geometria algébrica (por exemplo, a teoria da homotopia) e também na teoria das categorias (especificamente o estudo de categorias superiores).  

Homotopia entre dois caminhos

## Conceitos

### Espaços
Na teoria da homotopia (bem como na topologia algébrica), normalmente não se trabalha com um espaço topológico arbitrário para evitar patologias eventualmente presentes no sistema de pontos topológicos. Em vez disso, presume-se que um espaço é um espaço razoável; o significado depende dos autores, mas pode significar que um espaço é um espaço de Hausdorff que é um espaço que foi gerado compactamente e cujos dois pontos distintos quaisquer têm vizinhanças disjuntas, ou que é um complexo CW. De certa forma, “o que é um espaço” não é uma questão resolvida na teoria da homotopia, em comparação com a Hipótese de Homotopia abaixo.
Frequentemente, trabalha-se com um espaço X com algum ponto escolhido * no espaço; esse espaço é chamado de espaço baseado. Um mapa entre os espaços baseados é então necessário para preservar os pontos básicos. Por exemplo, se {\displaystyle I=[0,1]} é o intervalo da unidade e 0 é o ponto base, então um mapa {\displaystyle f:I\to X} é um caminho do ponto base {\displaystyle *=f(0)} ao ponto {\displaystyle f(1)} . O adjetivo “livre” é usado para indicar liberdade de escolha dos pontos de base; por exemplo, um caminho livre seria um mapa arbitrário {\displaystyle I\to X}, isso não preserva necessariamente o ponto de base (se houver um). Um mapa entre espaços baseados também é frequentemente chamado de mapa baseado, para enfatizar que não é um mapa livre. 

Espaços Topológicos

### Homotopia
O I denota o intervalo de unidade . Uma família de mapas indexados por I, {\displaystyle h_{t}:X\to Y} é chamado de homotopia de {\displaystyle h_{0}} para {\displaystyle h_{1}} E se {\displaystyle h:I\times X\to Y,(t,x)\mapsto h_{t}(x)} é um mapa (por exemplo, deve ser uma função contínua). Quando X, Y são espaços baseados, então {\displaystyle h_{t}} são necessários para preservar os pontos de base. Uma homotopia pode ser considerada uma relação de equivalência . Dado um espaço baseado em X e um inteiro {\displaystyle n\geq 1}, deixemos {\displaystyle \pi _{n}(X)=[S^{n},X]_{*}} serem as classes de homotopia de mapas baseadas em {\displaystyle S^{n}\to X} de uma n -esfera (baseada) {\displaystyle S^{n}} para X. Acontece que {\displaystyle \pi _{n}(X)} são grupos e, em particular, {\displaystyle \pi _{1}(X)} é chamado de grupo fundamental de X.
Se preferir trabalhar com um espaço em vez de um espaço baseado, há a noção de um grupoide fundamental (e variantes superiores), por definição: o grupoide fundamental de um espaço X é a categoria em que os objetos são os pontos de X e os caminhos dos morfismos.

### Cofibração e fibração
Um mapa {\displaystyle f:A\to X} é chamado de Mapa de Cofibração se dado um mapa {\displaystyle h_{0}:X\to Z} e uma homotopia {\displaystyle g_{t}:A\to Z}, exista uma homotopia {\displaystyle h_{t}:X\to Z} que estende {\displaystyle h_{0}} e tal que {\displaystyle h_{t}\circ f=g_{t}} . Para um sentido mais amplo, é um análogo do diagrama de definição de um módulo injetivo no ramo da álgebra abstrata. O exemplo mais básico é um par CW {\displaystyle (X,A)}, uma vez que muitos trabalham apenas com complexos CW, nota-se que a noção de uma cofibração está frequentemente implícita.
Uma fibração no sentido de Serre é a noção dupla de uma cofibração: ou seja, um mapa {\displaystyle p:X\to B} é uma fibração se dado um mapa {\displaystyle Z\to X} e uma homotopia {\displaystyle g_{t}:Z\to B}, exista uma homotopia {\displaystyle h_{t}:Z\to X} de tal modo que {\displaystyle h_{0}} é o dado e {\displaystyle p\circ h_{t}=g_{t}} . Um exemplo básico é um mapa de cobertura (na verdade, uma fibração é uma generalização de um mapa de cobertura). E se {\displaystyle E} é um G -agrupamento principal, ou seja, um espaço com uma ação de grupo livre e transitiva (topológica) de um grupo (topológico), então o mapa de projeção {\displaystyle p:E\to X} é um exemplo de fibração.

### Classificando espaços e operações de homotopia

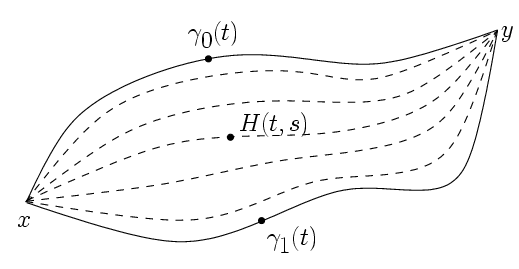
Curva Homotópica

Dado um grupo topológico G, o espaço de classificação para os G-blocos principais até a equivalência, e é um espaço {\displaystyle BG} de modo que, para cada espaço X :
{\displaystyle [X,BG]=} {principal G -agrupamento em X } / ~ {\displaystyle ,\,\,[f]\mapsto f^{*}EG}
Em que:
- O lado esquerdo é o conjunto de classes de homotopia dos mapas {\displaystyle X\to BG} ,
- ~ : refere-se ao isomorfismo de feixes, e
- = : é dado puxando para trás o pacote distinto {\displaystyle EG} em {\displaystyle BG} (chamado pacote universal) ao longo de um mapa {\displaystyle X\to BG} .

O teorema da Representabilidade de Brown garante a existência de espaços de classificação.
Dessa forma, se tivermos espaços {\displaystyle X} e {\displaystyle Y} , sabemos que eles são equivalentes se observarmos a existência de funções contínuas entre eles.
Temos mais de uma forma para análise de igualdade homotópica, entre as quais:
- O Homeomorfismo: ocorre quando a sua função inversa {\displaystyle f^{-1}} também for contínua. Essa função, vale ressaltar, permite cortes sendo ela uma deformação de uma superfície, por exemplo.
- O Difeomorfismo: é uma função diferenciável que possui função inversa {\displaystyle f^{-1}} igualmente diferenciável, não permitindo cortes.

### Espectro e Cohomologia Generalizada
A ideia de que um espaço de classificação categoriza os pacotes principais pode ser levada adiante. Por exemplo, as classes de cohomologia podem ser classificadas da seguinte forma: dado um grupo abeliano A (como {\displaystyle \mathbb {Z} } ),
{\displaystyle [X,K(A,n)]=\operatorname {H} ^{n}(X;A)}
Onde {\displaystyle K(A,n)} é o espaço Eilenberg – MacLane . A equação acima leva a noção de que uma teoria de cohomologia generalizada, isto é, um functor contravariante da categoria de espaços para a categoria de grupos abelianos que satisfaz os axiomas que generalizam a teoria da cohomologia comum. Acontece que tal functor pode até não ser mais representado por um espaço, mas sempre pode ser representado por uma sequência de espaços (baseados) com mapas de estrutura chamados de espectro. Em outras palavras, pode-se dizer que fornecer uma teoria da cohomologia generalizada é fornecer um espectro.
Um exemplo básico de um espectro é um espectro de esfera : {\displaystyle S^{0}\to S^{1}\to S^{2}\to \cdots }

## Teoremas chave
- Teorema de Seifert-van Kampen
- Teorema de Excisão de Homotopia
- Teorema da Suspensão Freudenthal (um corolário do Teorema da Excisão)
- Teorema do Functor Exato de Landweber
- Correspondência Dold-Kan
- Argumento de Eckmann-Hilton - mostra que, por exemplo, grupos de homotopia mais elevados são abelianos .
- Teorema do Coeficiente Universal

## Teoria da obstrução e classe característica
Veja também: classe característica, torre Postnikov, torção Whitehead

## Teorias específicas
Existem várias teorias específicas
- Teoria de Homotopia Simples
- Teoria da Homotopia Estável
- Teoria da homotopia Cromática
- Teoria da Homotopia Racional
- Teoria da Homotopia P-Àdica
- Teoria da Homotopia Equivariante
- Teorema de Mayer-Vietoris

## Hipótese de homotopia
A Hipótese da Homotopia se se baseia no questionamento da origem natureza de um espaço, indagando se ele é fundamentalmente algébrico.

## Teoria da homotopia abstrata
Sabemos que a Topologia Algébrica constrói os functores, que são regras que nos ajudam a resolver a classificação topológica no contexto algébrico. Os functores, conforme citado anteriormente, tem a  propriedade comum de serem invariantes por homotopia e de possuírem sequências exatas, são mostrados em duas classes:
- Grupos de Homotopia
- Teorias de Cohomologia

Sabe-se que a Teoria da Homotopia Abstrata é dada graças a um vínculo abstrato entre álgebra e topologia o qual promove a sua unificação.

### Conceitos
- Sequência de Fibrações {\displaystyle f}: define uma sequência exata que envolve os grupos de homotopia. Além disso, possuem a propriedade de levantamento relativamente às cofibrações acíclicas.
- Sequência de Cofibração {\displaystyle j}: têm a propriedade de levantamento relativamente às fibrações acíclicas.

### Teoria da Homotopia Simplicial
- Homotopia Simplicial